# الغد
الغد (عربی: الغد) روزنامه‌ای روزانه؛ عربی و مستقل می‌باشد که در امان «اردن» توسط «شرکت متحد روزنامه‌نگاری» منتشر می‌شود. رئیس تحریریه آن «جمانه غنیمات» است.

## بخشها
- فردای اردن «الغد الاردنی»
- عرب و جهان
- چالشها
- زندگی ما
- دنیا
- سیاستها

## روزنامه نگاران
- أیمن الصفدی
- سمیح المعایطة
- جمیل النمری
- عماد حجاج
- علی القیسیة
- محمد أبو رمان
- یاسر أبوهلالة
- خیرالله خیرالله
- عامر خطاطبة
- أحمد التمیمی
- باسم طویسی
- فریهان سطعان الحسن
- تومیتو کرتون (مجلة)